# Marcela Paz
Esther Huneeus Salas, más conocida por su seudónimo Marcela Paz (Santiago, 28 de febrero de 1902-Santiago, 12 de junio de 1985), fue una escritora chilena, famosa por su serie de novelas infantiles Papelucho. Fue la tercera mujer en ganar el Premio Nacional de Literatura de Chile, en 1982.

## Biografía
Nació en Santiago el 28 de febrero de 1902 aunque en su biografía indica que nació el 29 de febrero, a pesar de que el año 1902 no fue bisiesto). Se crio en una familia acomodada, siendo la segunda de los ocho hijos de Francisco Huneeus Gana y María Teresa Salas Subercaseaux. Además, fue nieta del senador Jorge Huneeus Zegers y bisnieta de la compositora Isidora Zegers.
Desde pequeña se refugió en la soledad y la imaginación, particularmente después de la muerte de Anita, su hermana mayor, cuando tenía 11 años. Contribuyó la ausencia de amigos de su edad. Nunca asistió a una escuela; su formación infantil estuvo a cargo de institutrices.
A los 18 años tuvo un encuentro casual con una persona ciega de su misma edad que estaba pidiendo limosna, lo que la impactó profundamente. Con sus amigas, convocó a través de la prensa a las personas ciegas a una reunión en el Teatro del Colegio Sagrados Corazones, «pensando que llegarían 10 o 12 personas no videntes; la convocatoria hace un total de 500 no videntes y sus acompañantes…». Esto la impulsó a conseguir apoyos públicos y donaciones privadas y fundaron, en 1920, la Sociedad Protectora de Ciegos Santa Lucía, de la que fue su secretaria ejecutiva durante 25 años. El año 1947 se funda el Colegio Santa Lucía, el primero exclusivamente para alumnos con discapacidad visual y luego nacerá también la Fundación Luz, institución que hasta el día de hoy continúa su legado.
En 1929 viajó a Francia, donde durante unos meses siguió cursos de artes plásticas.
El 30 de marzo de 1935 se casó en Pirque con Luis Claro Montes (Santiago, 20  de mayo de 1902-Concón, 22 de febrero de 1954), un ingeniero civil a quien conoció desde la infancia. La pareja tuvo cinco hijos: Raúl (n. 1936; fue sacerdote hasta la primera mitad de los años 1960; después se casó en Alemania), Marcela (1937), Paula (1939), Andrés (1940), Francisco (1942; físico, autor de libros de divulgación científica).

## Carrera literaria
De vuelta a Chile, comenzó lentamente su obra literaria, sus trabajos en esculturas y su poca conocida obra social. Su tímida aparición fue por vía de revistas como Lectura, El Peneca, Ecran, Zig-Zag, Eva y Margarita, además de los diarios La Nación, El Diario Ilustrado, El Mercurio y La Tercera. Ester Huneeus ya comenzó a publicar con el seudónimo que la catapultó a la fama, Marcela Paz. Previamente publicó con otros seudónimos como Paula de la Sierra, Lukim Retse, P. Neka y Juanita Godoy.
En 1933 publicó su primer libro Tiempo, papel y lápiz, obteniendo una buena acogida de la crítica.
En 1964 participó en la creación del IBBY (International Board on Books for Young People: Organización Internacional para el Libro Juvenil); ese mismo año, junto a Pepita Turina, Alicia Morel, Chela Reyes, Maite Allamand, Virginia Cruzat, Amalia Rendic y Lucía Gevert, iniciaron una campaña que incluyó concursos de cuentos, creación de bibliotecas y visitas a los colegios.

### Papeluchoy reconocimientos
En 1947 nació su más famosa obra, Papelucho, que captó la esencia tipo infantil de la época. Fue presentado en el concurso  literario organizado por la editorial Rapa Nui. El título de la obra se inspiró en el apodo de su esposo, «Pepe Lucho». Las ilustraciones, que se hicieron clásicas, fueron obra de su hermana, Yolanda Huneeus.

Marcela Paz, hacia 1982.

Entre 1964 y 1967, dirigió la sección chilena de la Asociación Internacional del Libro Juvenil (IBBY). Es ahí donde conoció a quien fue su amiga y compañera de labores, Alicia Morel, coescritora de Perico trepa por Chile. En 1968 recibió el Diploma de Honor Hans Christian Andersen. En 1979 recibió la Medalla de Oro del Instituto Cultural de Providencia. Además en 1981 fue galardonada con el Diploma de Honor de la Municipalidad de Santiago.
En 1982, ganó el Premio Nacional de Literatura de Chile después de una extensa serie de obras que conectaron profundamente al público infantil con la literatura. El mismo año además fue premiada con el Primer Premio Concurso Obras Infantiles para la televisión.

## Últimos años, muerte y homenajes póstumos
Falleció a los 83 años de edad, el 12 de junio de 1985, en Santiago de Chile. Sus restos descansan en el Cementerio General de Santiago, patio 56.
En su funeral, en el Cementerio General, luego de una eucaristía, que convocó a muchas personas que la acompañaron con inmenso cariño, un niño de nueve años leyó su pequeño discurso: «Yo lamento mucho porque se murió una gran escritora que sacó la cara por los niños, así que el colegio “Karmar” la despide a usted, Ester Huneeus».

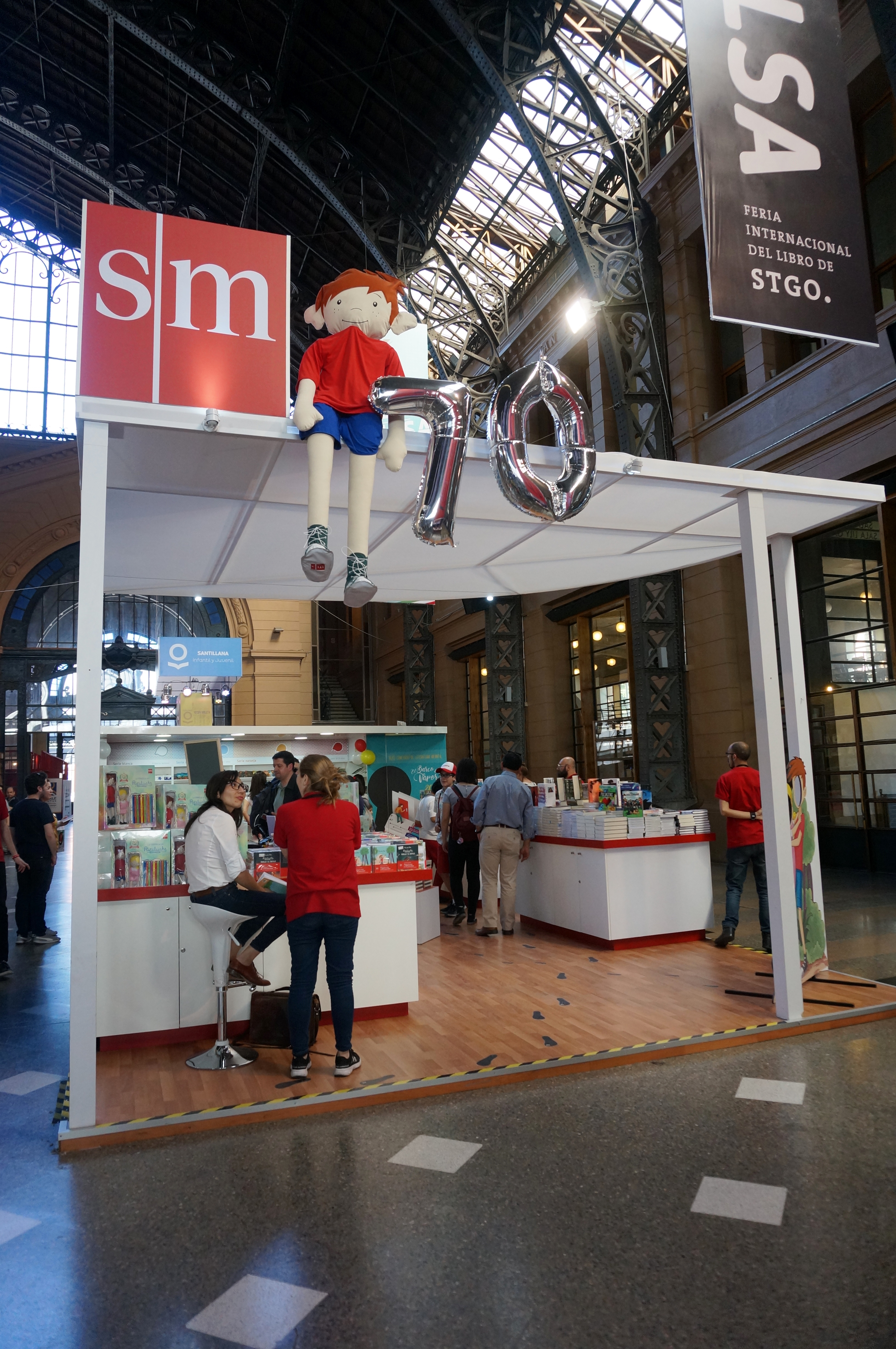
Stand en la Feria del Libro de Santiago (FILSA), donde se celebraron los 70 años de la primera publicación de Papelucho (2017).

En 1986 se instituyó el Premio Marcela Paz, organizado por la Editorial Universitaria.
El 29 de febrero de 2012, Google lanzó un doodle conmemorativo por el 110.º aniversario de su nacimiento; como se dijo en la sección primeros años, el 29 de febrero de 1902 no existió, y Google indicó ese hecho con la frase «fecha entregada por la familia de Marcela Paz».
En 2017, setenta años después de la publicación de Papelucho, la editorial SM publicó dos libros de la serie que Marcela Paz había escrito en la década de 1970 pero no llegó a publicarlos. La autora los tituló Papelucho Periodista y Papelucho Doctor, pero finalmente salieron a la venta con los títulos Adiós planeta, por Papelucho y Papelucho, Romelio y el castillo, respectivamente. En 2018 la misma editorial publicó un libro llamado Mis cartas a Papelucho, que consiste en la serie de cartas que una niña escribe para Papelucho, su vecino.
En abril de 2025, la Biblioteca Nacional inauguró el Archivo de Literatura Infantil y Juvenil con material inédito de Marcela Paz y su personaje Papelucho.

## Obras
- Tiempo, papel y lápiz (1933)
- Soy colorina (1935)
- Papelucho (1947)
- La vuelta de Sebastián (1950)
- Papelucho casi huérfano (1951)
- Caramelos de luz (1954)
- Papelucho historiador (1955)
- Papelucho detective (1956)
- A pesar de mi tía (1958)
- Papelucho en la clínica (1959)
- Papelucho perdido (1962)
- Papelucho, mi hermana Ji (1965)
- Papelucho misionero (1966)
- Papelucho y el marciano (1968)
- Papelucho: Mi hermano hippie (1971)
- Papelucho en vacaciones (1971)
- Cuentos para cantar (1974)
- Muselina Pérez Soto (1974)
- Papelucho: ¿soy dix-leso? (1974)
- Perico trepa por Chile (coescrita con Alicia Morel, 1978)
- Los Pecosos (1980)
- El soldadito rojo (1981)
- Los secretos de catita (1982)

### Póstumas
- Adiós planeta, por Papelucho (2017)
- Papelucho, Romelio y el castillo (2017)
- Mis cartas a Papelucho (2018)